# Soulèvement de Wuchang
Pour les événements de 1967, voir Incident de Wuhan
Ne doit pas être confondu avec Bataille de Wuchang ou Bataille de Wuhan.
 (mars 2018).
Si vous disposez d'ouvrages ou d'articles de référence ou si vous connaissez des sites web de qualité traitant du thème abordé ici, merci de compléter l'article en donnant les références utiles à sa vérifiabilité et en les liant à la section « Notes et références ».

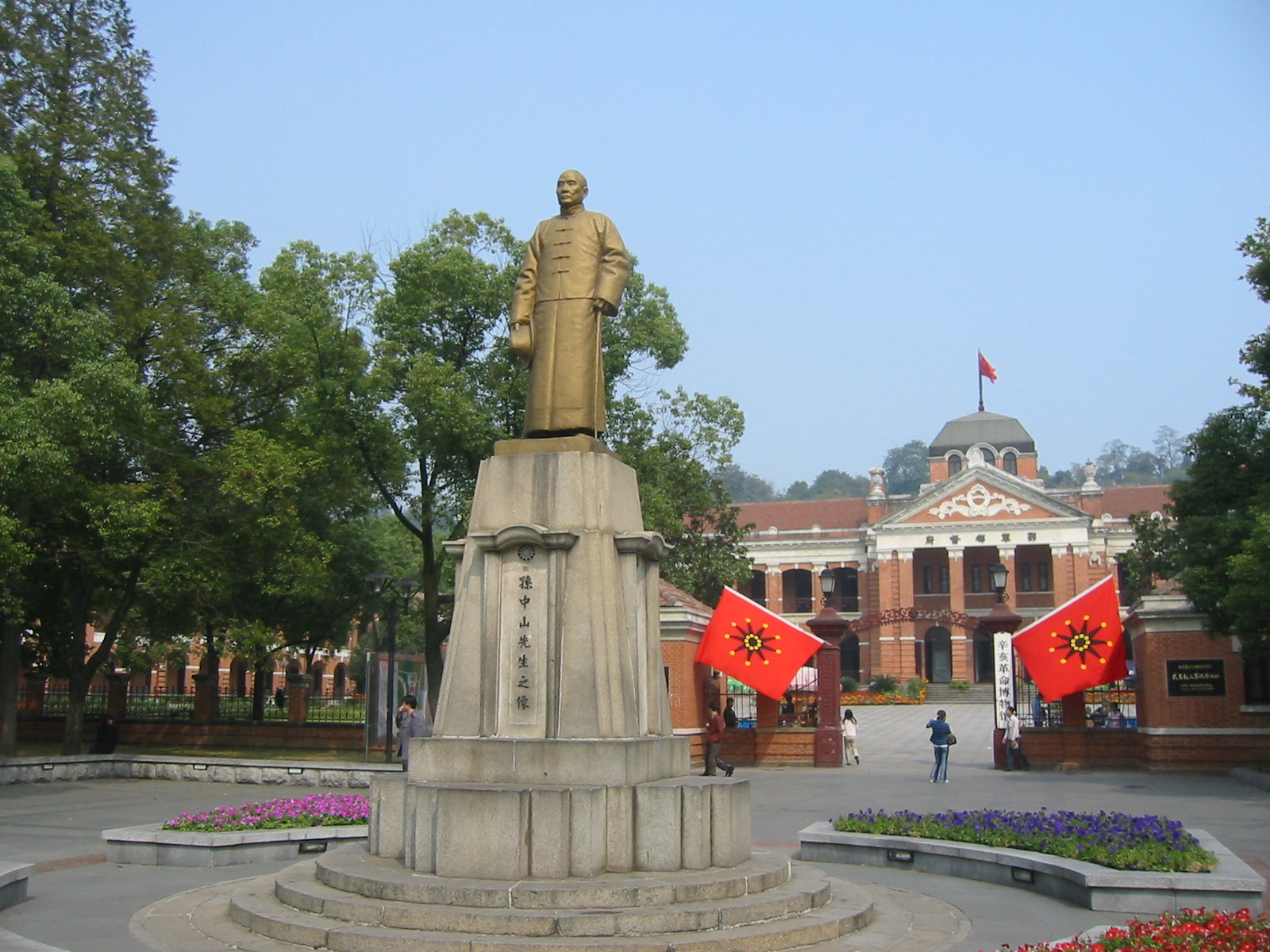
Statue de Sun Yat-Sen et siège du gouvernement établi à Wuhan après le soulèvement de Wuchang.

Drapeau adopté par les insurgés, devenu ensuite jusqu'en 1928 celui de l'armée chinoise.

Le soulèvement de Wuchang (chinois : 武昌起義 ; pinyin : Wǔchāng qǐyì), d'octobre 1911, à Wuhan, Chine, événement déclencheur de la révolution chinoise de 1911, conduit à la chute du pouvoir impérial de la dynastie Qing.

## Déroulement
Dans le cadre de l'agitation politique de 1911, et notamment du mouvement de protection des voies ferrées, les membres des sociétés secrètes républicaines préparaient des soulèvements, aidés par des membres de l'armée. Plus de 5 000 militaires soutenaient les révolutionnaires dans le pays. Initialement prévue pour le 6 octobre, la révolte est finalement repoussée au 16, du fait d'une préparation insuffisante.
Aux environs de midi, le 9 octobre, une bombe à moitié achevée explose dans une maison appartenant à un officier de l'armée chinoise dans la concession russe de Hankou, la principale ville commerciale de la Chine centrale, à deux jours de Changsha en descendant le fleuve.
Sun Wu (zh), le bricoleur de la bombe, est militant révolutionnaire et le jeune chef de la Société pour le progrès commun, groupe issu de la Tongmenghui, dirigée par Sun Yat-sen. Blessé, Sun Wu réussit avec l'aide de ses amis à s'enfuir dans un hôpital japonais, mis en sécurité. Mais la police, venue enquêter, saisit du matériel de propagande révolutionnaire (drapeaux, publications, listes d'activistes) et arrête 32 suspects. Le lendemain, à l'aube, 3 chefs sont exécutés.
Le vice-roi mandchou Ruizheng proclame un couvre-feu.
En réaction, Jiang Yiwu (zh), chef d'un groupe révolutionnaire, décide de déclencher immédiatement l'insurrection : les ordres qu'il diffuse aux troupes sont néanmoins interceptés et divers complices sommairement exécutés.
Le matin du 10 octobre, les troupes régionales acquises à la cause des révolutionnaires décident alors de passer à l'action et prennent les armes dans le district de Wuchang, Wuhan. Les troupes rebelles attaquent les bureaux du gouverneur général, Ruizheng, qui s'enfuit à bord d'une canonnière chinoise, laissant Wuchang aux mains des insurgés.
Les drapeaux blanc bordés de rouge des rebelles portent l'inscription : « Vive les Han ! Exterminons les mandchous ! ». Le 30e régiment mandchou est pratiquement exterminé dans un massacre « racial ». Un pogrom civil s'ensuit[réf. nécessaire].
Le 11, tout le district est passé sous le contrôle des insurgés qui annoncent la création d'un gouvernement militaire républicain du Hubei. Le général Li Yuanhong est nommé chef du gouvernement et appelle à l'insurrection générale : des télégrammes sont envoyés aux troupes des autres provinces, les incitant à rejoindre le mouvement. Alors que le gouvernement du régent Zaifeng tarde à réagir, les provinces se rebellent les unes après les autres contre le pouvoir impérial. En six semaines, quinze d'entre elles sont ralliées à la cause républicaine.
En décembre 1911, 18 provinces et districts chinois supportèrent la révolution, déclarant les unes après les autres leur indépendance.
Les valeurs des obligations chinoises fléchissent légèrement. Les marchés financiers considèrent que le mouvement serait sans doute profitable pour le commerce de l'étranger avec la Chine.
Dans les journaux anglais, même à Shanghaï, les premiers comptes rendus sont sur le même plan que ceux du bombardement italien de Tripoli, de l'assassinat du prince Troubetskoï (ru), la maladie du prince Luitpold ou du mariage du comte Percy.
La gravité de la situation n'est reconnue d'emblée qu'à Pékin. Les femmes mandchoues abandonnent les parures raffinées de leur chevelure et les chaussures à haute semelle et se mettent à porter la robe chinoise.
La date du 10 octobre est la fête nationale en République de Chine (Taïwan), où le régime politique de la république de Chine continue d'exister. Elle est appelée « Double-Dix » (10/10) en référence à cette date.